# Microchilus preslii
Microchilus preslii är en orkidéart som beskrevs av Paul Ormerod. Microchilus preslii ingår i släktet Microchilus och familjen orkidéer. Inga underarter finns listade i Catalogue of Life.